# Wangen, Göppingen
Wangen là một thị trấn ở huyện Göppingen ở Baden-Württemberg ở miền nam Đức. Đô thị này có diện tích 9,68 km², dân số thời điểm 31 tháng 12 năm 2020 là 3253 người.